# Rositsa Dimitrova
Rositsa Dimitrova, född 21 februari 1955, är en bulgarisk före detta volleybollspelare.
Dimitrova blev olympisk bronsmedaljör i volleyboll vid sommarspelen 1980 i Moskva.